# Mary Fortune
Mary Helena Fortune, nota anche con lo pseudonimo di Waif Wander, W.W. e M.H.F (Belfast, ca.1833 – 1911), è stata una scrittrice australiana, una delle prime autrici di romanzi gialli del mondo e probabilmente tra le prime a descrivere le vicende dal punto di vista dell'investigatore.

## Biografia
Mary Fortune nacque intorno al 1833 a Belfast, in Irlanda del Nord. Dopo la morte della madre si trasferì in Canada con il padre. Nel 1851 si sposò a Melbourne, in Canada, con Joseph Fortune, con il quale ebbe un figlio. Quando il padre lasciò il Canada per la corsa all'oro australiana, lei decise di seguirlo, abbandonando il marito e trasferendosi in quel paese con il figlio. Arrivò a Melbourne, Victoria, il 3 Ottobre 1855.
Nel novembre 1856 diede alla luce un secondo figlio fuori dal matrimonio; due anni dopo, nel gennaio 1858, il suo primo figlio morì. Quello stesso anno conobbe Percy Rollo Brett, che sposò a Dunolly. Sembra che questa unione non fosse tecnicamente legale, dato che non sono stati trovati documenti che attestino il divorzio dal primo marito, né quelli dello scioglimento del secondo matrimonio. Di questa doppia relazione si trova eco nella sua opera: Fortune parlerà spesso di bigamia nei suoi romanzi.
Mary fu molto attiva, scrisse oltre 500 racconti gialli per più di 40 anni, pubblicati nell'Australian Journal, la maggior parte basata sul detective Mark Sinclair. Stephen Knight la definì "la scrittrice di gialli più significativa della metà del XIX secolo".
Morì di alcolismo. La notizia della sua morte non arrivò al grande pubblico, perché Mary scriveva sotto pseudonimo e la sua vera identità non era conosciuta. L'autrice Lucy Sussex ne scoprì la tomba senza nome nel 2016.

## Australian Journal
Mary Fortune iniziò a scrivere per l'Australian Journal poesie e brevi storie romantiche. Il suo primo racconto giallo, intitolato The Stolen Specimens (Australian Journal, 14 Ottobre 1865), faceva parte della serie Adventures of an Australian Mounted Trooper. Successivamente scrisse altri quattro romanzi non di genere giallo.
È principalmente conosciuta per la serie The Detective's Album, la più lunga raccolta di gialli in circolazione nel mondo. Pubblicati nell'Australian Journal dal 1868 al 1908, i racconti sono narrati dall'investigatore Mark Sinclair sotto forma di storie brevi. Nel 1871 sette di questi racconti sono stati raccolti in un libro intitolato The Detective's Album: Tales of the Australian Police. Scrisse poi il romanzo giallo The Bushrangebr's Autobiography (1871-1872), che però non ebbe lo stesso successo delle sue storie brevi.
Si ritiene che Fortune abbia scritto sotto il nome di "Sylphid" nella sezione "Ladies Page" dell'Australian Journal, dal momento che sono stati trovati molti tratti comuni sia nello stile che nei temi trattati.

## Opere
La maggior parte delle sue opere è costituita da romanzi gialli, ma Mary percorse anche altri generi: scrisse articoli di giornale, autobiografie e storie romantiche. I suoi articoli trattavano spesso delle donne nell'epoca vittoriana, delle difficoltà che avevano nella società, della loro indipendenza e di quanto fosse sottile la linea che divideva quello che veniva considerato accettabile o giusto e l'immoralità.

### Storie brevi
- The Stolen Specimens (Adventures of an Australian Mounted Trooper), Australian Journal, 1865
- Traces of Crime, Australian Journal, 1865
- A Struggle for Life (The Detective's Album), Australian Journal, 1866
- In the Cellar, Australian Journal, 1867
- The Tressless Bride (Stories from My Chignon), Australian Journal, 1868
- The Last Scene (The Detective's Album), Australian Journal, 1870
- The Hart Murder (The Detective's Album), Australian Journal, 1870
- The Dog Detective (The Navvies' Tales: Retold by the Boss), Australian Journal, 1873

### Serie
- Adventures of an Australian Mounted Trooper, Australian Journal, 1865
- The Detective's Album, Australian Journal, 1868
- 'The Navvies' Tales: Retold by the Boss, 1873-1875

### Romanzi
- Bertha's Legacy, Australian Journal, 1866
- Dora Carleton : A Tale of Australia, Australian Journal, 1866
- The Secrets of Balbrooke : A Tale, Australian Journal, 1866
- Clyzia the Dwarf : A Romance, Australian Journal, 1867
- The Bushranger's Autobiography, 1871-1872
- Dan Lyons' Doom, Gippsland Mercury, 1884
- The White Maniac: A Doctor's Tale, pubblicato nel 1912

### Raccolte
- The Fortunes of Mary Fortune, Mary Fortune e Lucy Sussex, 1989
- Three Murder Mysteries, Mary Fortune e Lucy Sussex, 2009